# Xanthorhoe fulvata
Xanthorhoe fulvata là một loài bướm đêm trong họ Geometridae.